# Maxime Lucu
Maxime Lucu (Saint-Jean-de-Luz, 12 febbraio 1993) è un rugbista a 15 francese, mediano di mischia del Bordeaux Bègles.

## Biografia
Nato a Saint-Jean-de-Luz nel paese basco francese, Lucu si è formato rugbisticamente a Saint-Pée-sur-Nivelle per poi passare alle giovanili del Biarritz nel 2011.
Nel 2014 giunse il suo debutto in seconda divisione e l'anno dopo il suo primo contratto, un triennale fino al 2018; a 23 anni divenne uno dei più giovani capitani del Biarritz.
Nonostante il rinnovo di contratto fino al 2021, nel 2019 si trasferì al Bordeaux Bègles, con cui a 26 anni esordì in Top 14.
Due anni dopo trovò anche la convocazione in nazionale francese, come seconda scelta alle spalle di Antoine Dupont; nonostante la concorrenza nel ruolo, riuscì a giocare tutti i cinque incontri dello Slam al Sei Nazioni 2022 e, l'anno dopo, a entrare a trent'anni nella rosa dei convocati alla Coppa del Mondo 2023 che la Francia disputava in casa.
A livello di club, dopo avere perso - da capitano - la finale 2024 di Top 14 contro Tolosa, guidò la squadra nella stagione successiva fino all'ultimo atto della Champions Cup, vinta 28-20 a Cardiff contro il Northampton, così dando al club il suo primo titolo ufficiale.
Figlio di un capocantiere, fuori dall'ambito sportivo Lucu ha conseguito l'attestato di abilitazione tecnica superiore per lavori pubblici.

## Palmarès
- Champions Cup: 1
Union Bordeaux Bègles: 2024-25